# Nebesa
Nebesa (deutsch Himmelreich, früher auch Egrisch Reuth) ist ein Ortsteil der Stadt Aš in Tschechien.

## Geographie

### Geographische Lage
Nebesa liegt drei Kilometer südöstlich von Aš an der Grenze zu Deutschland und gehört zum Okres Cheb. Die Ortslage befindet sich am Nordrand des Chebský les (Egerer Stadtwald) im Elstergebirge.

### Nachbargemeinden
Nachbarorte sind Vernéřov im Norden, Horní Paseky und Bad Brambach im Nordosten, Hohendorf, Sorge und Bärendorf im Osten, Výhledy und Skalka im Südosten, Na Cihelně und Lipná im Süden, Längenau im Südwesten, Nový Žďár im Westen sowie Mokřiny im Nordwesten.
Etwa zwei Kilometer westlich von Nebesa liegt die Grenze zu Bayern. Es gibt einen Pfad über die Grenze, der in die Ortschaft Längenau nahe Selb führt. Knapp drei Kilometer östlich liegt die Quelle der Weißen Elster. Ebenfalls gibt es einen Grenzpfad, der ins sächsische Bärendorf führt. Gegen Südosten befindet sich die Rommersreuther Schweiz.

## Geschichte

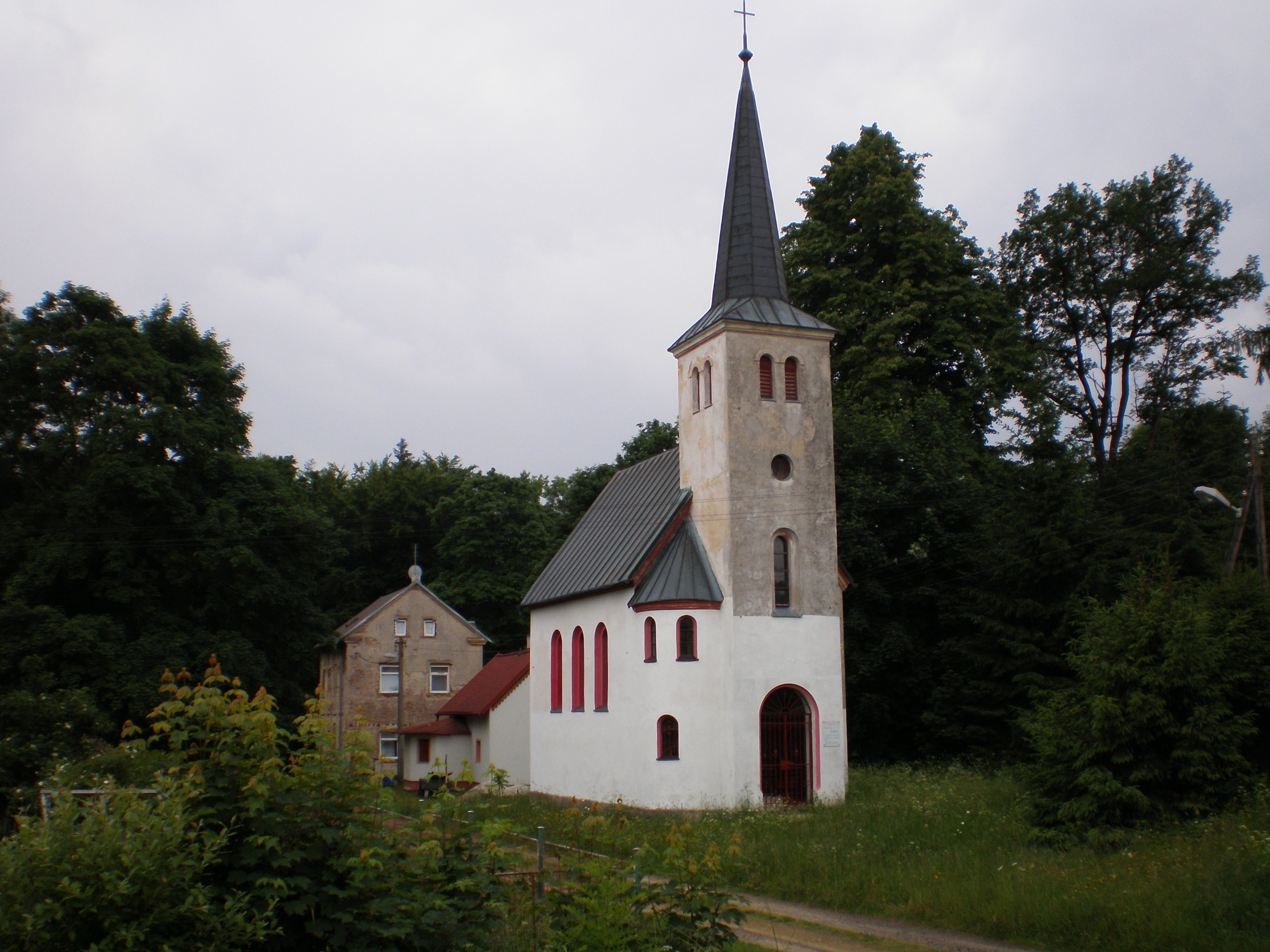
Marienkapelle

Egrisch Reuth wurde erstmals 1315 erwähnt. Während des Siebenjährigen Krieges wurde am 8. Mai 1759 eine Schlacht zwischen Österreich und Preußen ausgefochten.
Die Gemeinde gehörte während der Habsburgermonarchie zum Gerichtsbezirk Asch bzw. Bezirk Asch.
1907 wurde in Nebesa eine der Jungfrau Maria geweihte Kapelle gebaut.
Nach dem Münchner Abkommen wurde Himmelreich dem Deutschen Reich zugeschlagen und gehörte bis 1945 zum Landkreis Asch.

### Einwohnerentwicklung
| Jahr | Einwohnerzahl |
| ---- | ------------- |
| 1869 | 122           |
| 1880 | 125           |
| 1890 | 107           |
| 1900 | 142           |
| 1910 | 138           |

| Jahr | Einwohnerzahl |
| ---- | ------------- |
| 1921 | 120           |
| 1930 | 152           |
| 1950 | 65            |
| 1961 | 58            |
| 1970 | 30            |

| Jahr | Einwohnerzahl |
| ---- | ------------- |
| 1980 | 18            |
| 1991 | 19            |
| 2001 | 13            |
| 2011 | 36            |